# Frederick McEvoy
Frederick Joseph McEvoy (12 de febrero de 1907-7 de noviembre de 1951) fue un deportista británico que compitió en bobsleigh en las modalidades doble y cuádruple.
Participó en los Juegos Olímpicos de Garmisch-Partenkirchen 1936, obteniendo una medalla de bronce en la prueba cuádruple. Ganó cinco medallas en el Campeonato Mundial de Bobsleigh entre los años 1937 y 1939.

## Palmarés internacional
| Juegos Olímpicos   | Juegos Olímpicos                  | Juegos Olímpicos  | Juegos Olímpicos |
| Año                | Lugar                             | Medalla           | Prueba           |
| ------------------ | --------------------------------- | ----------------- | ---------------- |
| 1936               | Garmisch-Partenkirchen (Alemania) | Medalla de bronce | Cuádruple        |
| Campeonato Mundial |                                   |                   |                  |
| Año                | Lugar                             | Medalla           | Prueba           |
| 1937               | Cortina d'Ampezzo (Italia)        | Medalla de oro    | Doble            |
| 1937               | Sankt Moritz (Suiza)              | Medalla de oro    | Cuádruple        |
| 1938               | Garmisch-Partenkirchen (Alemania) | Medalla de oro    | Cuádruple        |
| 1938               | Sankt Moritz (Suiza)              | Medalla de plata  | Doble            |
| 1939               | Cortina d'Ampezzo (Italia)        | Medalla de plata  | Cuádruple        |